# Unità di esecuzione
Nell'ambito dell'ingegneria informatica, un'unità di esecuzione è la componente di un'unità di elaborazione che esegue le operazioni e i calcoli trasmessi dall'unità di istruzione.. Può avere una propria unità di sequenza di controllo interna (da non confondersi con l'unità di controllo principale di una CPU), alcuni registri e altre unità interne come l'unità logica e aritmetica, l'unità di generazione degli indirizzi (AGU), l'unità di calcolo in virgola mobile, l'unità di load/store, l'unità di esecuzione dei fork o altri componenti più piccoli e più specifici. Può essere adattata per supportare un determinato tipo di dati, come numeri interi o in virgola mobile.
È comune che le moderne unità di elaborazione abbiano più unità funzionali che lavorano in parallelo all'interno delle unità di esecuzione, fatto che viene definito progettazione superscalare. La disposizione più semplice consiste nell'utilizzare una singola unità di gestione del bus per gestire l'interfaccia di memoria e le altre per eseguire i calcoli. Inoltre, le moderne unità di esecuzione sono di solito di tipo pipeline.